# Neta quadriguttata
Neta quadriguttata är en svampart som först beskrevs av Matsush., och fick sitt nu gällande namn av de Hoog 1985. Neta quadriguttata ingår i släktet Neta, divisionen sporsäcksvampar och riket svampar.   Inga underarter finns listade i Catalogue of Life.